# Diataxis

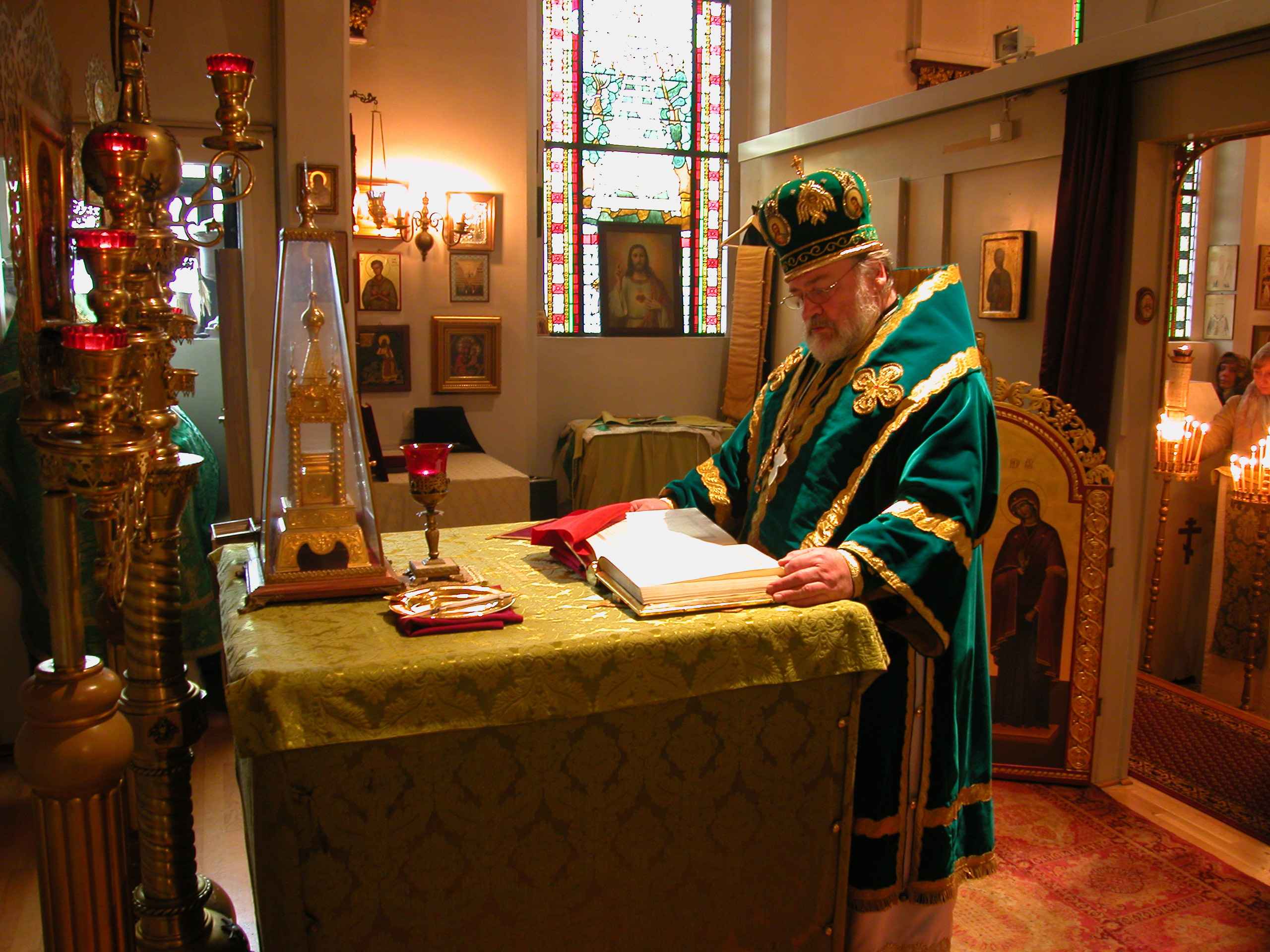
Arcibiskup Longin (Talypin) slouží Božskou liturgii, před sebou má diataxis

Diataxis (διάταξις – diataxis, řád) je soubor proměnných i neproměnných textů a modliteb pro sloužení Božské liturgie. Obdobou diataxe je v západní církvi Mešní řád.

## Užití

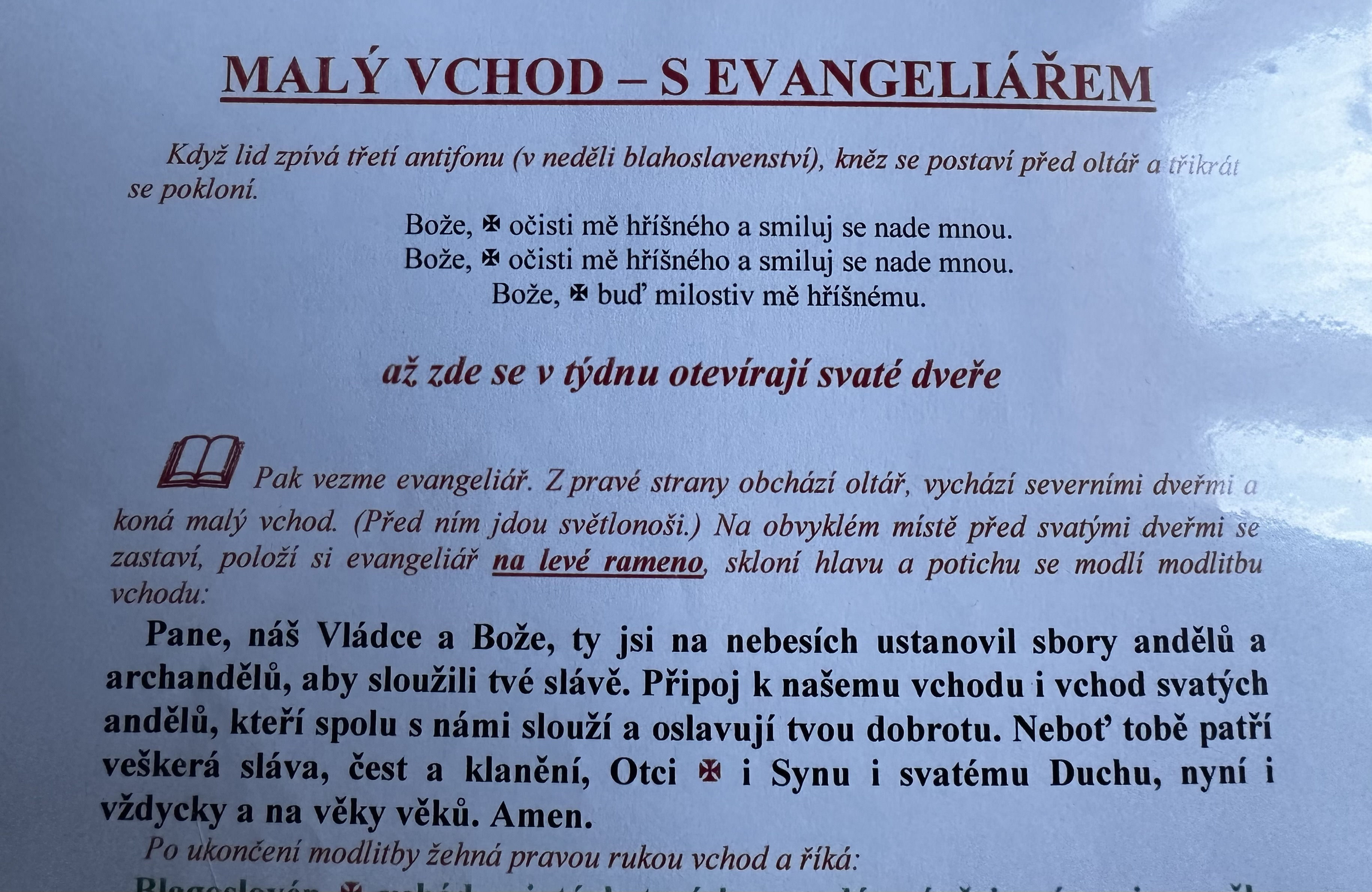
Knězská modlitba malého vchodu (Diataxis s rubrikami)

Kněz, nebo hierarcha, který vede bohoslužbu užívá Diataxis při každé božské liturgii. Vlastní text náleží pro liturgii svatého Jana Zlatoústého, vlastní i pro liturgii svatého Bazila Velikého.